# Anomis amboinensis
Anomis amboinensis là một loài bướm đêm trong họ Erebidae.